# ダラムシャーラー
ダラムシャーラー（ヒンディー語: धर्मशाला, dharmaśālā; チベット語: རྡ་རམ་ས་ལ་）はインドのヒマーチャル・プラデーシュ州にある都市。ヒマーチャル・プラデーシュ州の冬季の州都である。標高は1457m。2001年のインド政府による国勢調査によると人口19,034人。ダラムシャーラーとはヒンディー語（サンスクリットに語源）で「法（ダルマ）の家」の意味である。

## 歴史
ダラムシャーラーは1848年にイギリスに支配された。1860年にはグルカの軽歩兵の兵舎がカーングラーからこの地に移転してきた。彼らは第一次世界大戦の活躍で知られた。インド総督のエルギン伯爵ジェイムズ・ブルースは1863年、当地で死亡した。1905年、カーングラー峡谷は大地震に見舞われ2万人が死亡した。

## マクロード・ガンジー
ダラムシャーラーの郊外の標高2,082mの山間に、チベット亡命社会の中心地、マクロード・ガンジー地区がある。詳細は「ダラムサラ」を参照。